# اروئا
اروئا (انگلیسی: Euroa)شهری است در شایر آف استارتبوجی در شمال غربی ویکتوریا در استرالیا. در سال ۲۰۱۱، جمعیت اروئا ۲۷۶۸ نفر بود. نام اروئا را از یک کلمه بومی قدیمی گرفته‌اند که به زبان محلی به معنای «شادی» است.